# Medicina en la prehistòria

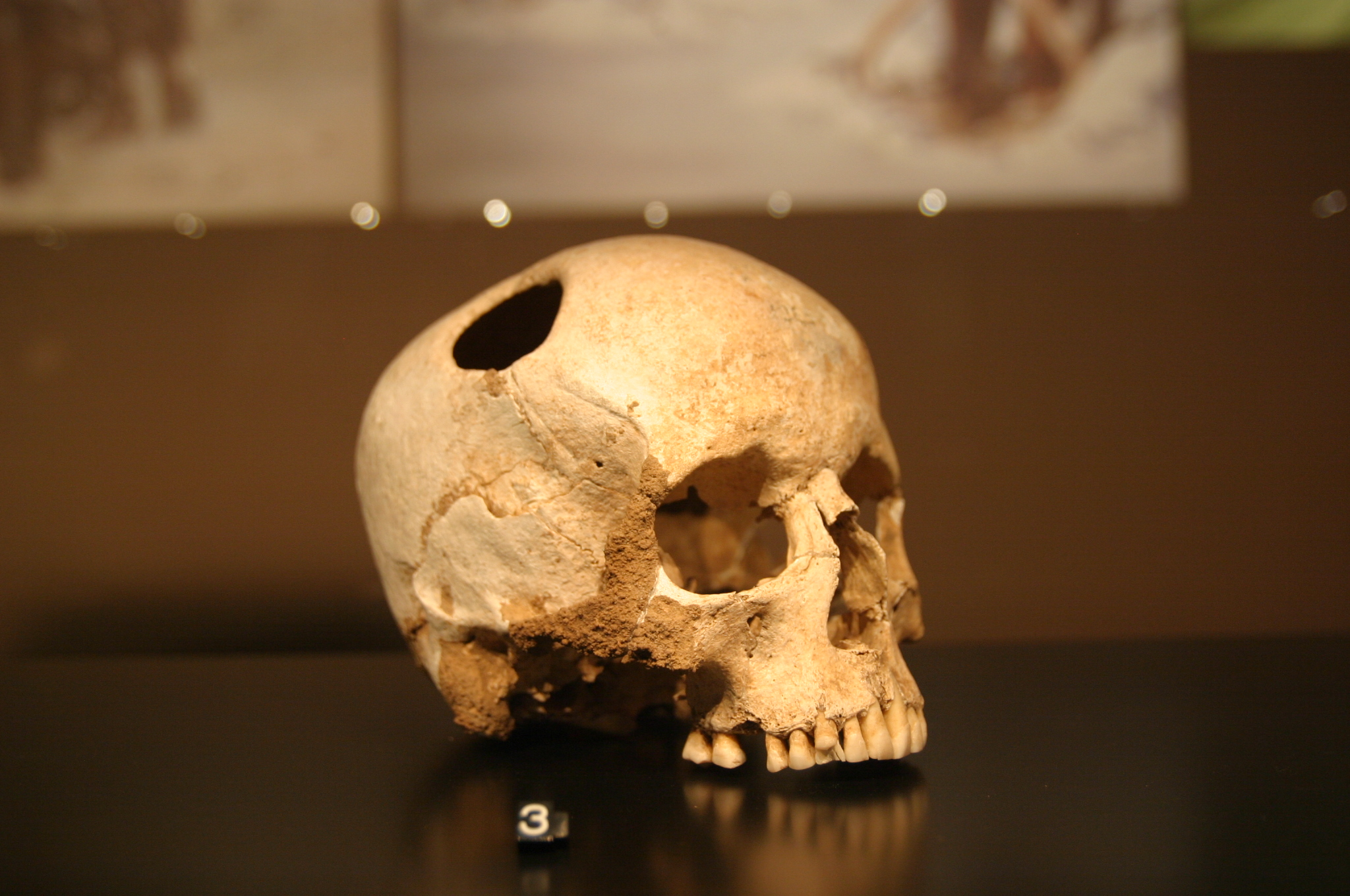
Crani de dona jove trepanat amb sílex, Neolític (3500 aC); la cicatrització dels ossos indica que la pacient va sobreviure a l'operació.

La medicina prehistòrica és qualsevol ús de la medicina anterior a la invenció de l'escriptura. A causa que el moment de la invenció de l'escriptura varia segons la cultura i la regió, el terme "medicina prehistòrica" abasta una àmplia gamma de períodes i dates
L'estudi de la medicina prehistòrica es basa en gran manera en artefactes i restes humanes i en l'antropologia. Anteriorment els pobles aïllats i alguns pobles indígenes que viuen de manera tradicional han estat objecte d'estudis antropològics per tal d'obtenir una perspectiva d'ambdues pràctiques, les contemporànies i les antigues.

### Paleopatologia
Els ossos fòssils són la principal font d'informació a disposició dels investigadors. L'anàlisi dels ossos permet conèixer les malalties que afligien els homes prehistòrics. Per exemple, les metàstasis òssies són fàcilment observables; la tuberculosi i la sífilis deixen també efectes característics en els ossos. També és possible detectar una reducció de fractures per la forma del seu call ossi de consolidació: el call no es forma si el moviment no està limitat; la seva absència pot interpretar-se com una absència d'acte mèdic. Una dificultat prové del fet que certes fractures poden curar-se definitivament sense haver de recórrer a cap sistema d'immobilització.
Les intervencions quirúrgiques, com la trepanació o les amputacions, també permeten extreure conclusions sobre les pràctiques mèdiques.

### Etnologia
És possible estudiar certs grups ètnics, en particular a l'oest d'Àfrica, i tenir la temptació d'extreure conclusions sobre les pràctiques mèdiques prehistòriques. Aquesta aproximació presenta moltes dificultats, com la diferència de clima, i les grans diferències de pràctiques entre ètnies. De Laet comenta que:
| «                                                                                         | Una similitud tecnològica no implica necessàriament institucions socials o religioses idèntiques | » |
| — De Laet S .: L'archéologie et ses problèmes, Latomus, 1950, citat per Paul A. Janssens) |                                                                                                  |   |

Val a dir que certes pervivències del folklore permeten remuntar-se als orígens prehistòrics.

## Medicina, religió i folklore
La relació de la medicina amb la religió, definida com un sistema de creences, és estreta, i només la medicina moderna s'ha alliberat d'aquesta relació, per bé que no totalment. D'altra banda, les pràctiques màgiques es defineixen com la temptativa de l'home d'influir en la natura, que també és una definició de la medicina! A títol d'exemple, el xaman o sanador d'una tribu pot administrar quina, font de quinina, a una persona afectada de malària, i en l'actualitat consideraríem com a mèdic aquest acte perquè sabem que la quinina és un medicament que mata el Plasmodium, l'agent d'aquesta malaltia. Per contra, en el moment que realitza una dansa d'exorcisme per caçar els «mals esperits», tendiríem a rebutjar aquest acte com a no mèdic. No obstant això, per a aquesta tribu, tots dos són actes indissociables. Cal, doncs, considerar que la dansa xamànica, en aquest cas, és un acte mèdic perquè és percebut com a tal per la tribu en qüestió. D'altra banda, l'efecte psicosomàtic de la dansa és real, mesurable, i aquest efecte no ha desaparegut amb l'adveniment de la medicina científica (vegeu efecte placebo). Per exemple, els nens de la regió de Calàbria porten al voltant del coll collarets amb dents d'animals per «prevenir les complicacions» del creixement de les dents. S'han trobat collarets similars en excavacions del Paleolític, que se suposa que tenien un ús mèdic-religiós. Les reminiscències de pràctiques màgiques poden aparèixer molt més tard en la història.

### Meteorits
Les eines de pedra tallada van ser substituïdes per eines de metall però no van desaparèixer totalment, i es convertiren sovint en eines «rituals». Les «pedres caigudes del cel» (Thunderstones en anglès) són sovint destrals de pedra polida investides de propietats màgiques, una d'elles la de sanació. Subjecte als ronyons, es considerava el meteorit com un remei contra els càlculs renals: el 1600, al Comte de Lorraine, afectat d'aquesta malaltia, se li va prescriure aquest remei. No només l'eina sinó també qui la manipula està investit de poders guaridors. A Bèlgica, s'han trobat pedres vingudes del cel encastades en el ciment d'una construcció recent. A Anglaterra, fins a principis del segle xx, un moribund podia demanar que el seu crani fos esmicolat amb una destral de pedra, anomenada per a l'ocasió martell beneït. Paul A. Janssens va veure en això una relació amb el costum catòlic de donar tres cops al cap a un Papa mort amb un martell de plata. Un roure, al municipi belga de Herchies (Hainaut) s'usa per rebre claus clavats amb una destral petita a fi de fer desaparèixer un furóncol (els valons usen el terme clau per a furóncol). Herchies és a prop de Spiennes, conegut per les seves mines de sílex neolítiques.

## Estimacions de l'esperança de vida mitjana dels homes prehistòrics
És extremadament difícil respondre de forma satisfactòria a aquesta qüestió: tenim un coneixement molt parcial de les poblacions prehistòriques i protohistòriques, basat en les condicions de conservació així com en els ritus funeraris que variaven al llarg del temps (sepultura, cremació, etc.) o de l'eventual recopilació de dades (variació dels tractaments post-mortem en funció del sexe, de l'edat, de la classe social, etc.). Molts estudis usen l'anàlisi d'esquelets trobats en un lloc i estableixen estadístiques sobre l'edat de la mort i, per extrapolació, donen una esperança de vida. La majoria d'aquests estudis mostra que els esquelets més representats són de persones d'uns 15 anys, i les dones es troben més representades que els homes. Vegeu la compilació que W. Krogman va publicar en 1940:
| Percentatge de morts |                    |                   |
|                      | Abans dels 30 anys | Abans del 40 anys |
| Neandertal           | 80%                | 95%               |
| Cromanyó             | 62%                | 88%               |
| Mesolític            | 86%                | 95%               |

A títol de comparació, el 70% dels sinantrops moria als 15 anys. 

L'augment de la mortalitat en el Mesolític s'explica probablement per la gregarització de la societat humana, que se sedentaritza i veu aparèixer l'agricultura, associada a un reescalfament climàtic. Cal comentar que la població va créixer considerablement en aquest període. D'altra banda, s'accepta que les epidèmies van fer desaparèixer totalment grups humans sencers. Molts investigadors donen estimacions de la densitat de població en el curs de la Prehistòria. El prehistoriador André Leroi-Gourhan, basant-se en la quantitat d'aliment disponible, estima aquest nombre en 30 persones per km² durant les fases glacials. A l'inici del reescalfament climàtic, aquest nombre augmenta considerablement.

## Noció de cures mèdiques i naixement de la medicina
La qüestió de la definició de l'acte mèdic és crucial. ¿Cal considerar que el tall del cordó umbilical és un acte mèdic, i en tal cas la medicina seria tan antiga com l'home, i en certa manera, comú als animals? La noció de cures «mèdiques» comporta necessàriament una part d'arbitrarietat. Un acte mèdic pot definir-se com l'operació orientada a alleujar el sofriment o la malaltia: no importa que s'aconsegueixi per la via ràpida d'un acte xamànic o gràcies a un coneixement adquirit per l'observació, és aquesta voluntat d'alleujar el que importa. Fins i tot en cas de defunció, l'existència d'una cerimònia funerària d'enterrament o cremació implica una voluntat d'ajudar el proïsme en el seu pas al més enllà com quan era viu. Una cerimònia així és la prova d'un vincle mental entre els vius i els morts. Es pot llavors aventurar que la medicina apareix en el moment en què l'home honra els seus morts, en comptes d'abandonar els cadàvers de la seva espècie als carronyers.
L'Homo heidelbergensis  d'Atapuerca sembla el primer homínid que va practicar cerimònies mortuòries, al Plistocè. Les primeres sepultures veritables són les realitzades per l'Home de Neandertal, fa uns 100.000 anys (Shanidar, La Chapelle-aux-Saints, Le Moustier). L'existència d'un «culte als cranis» pels neandertals, fins i tot entre els seus predecessors, ja s'havia plantejat antigament fins i tot abans de tornar a ser qüestionada. Un cas menys subjecte a interpretació és el de dos pous neolítics plens de cranis (27 en el primer, 6 en el segon, 9 dones, 20 nens i només 4 homes) de les grutes d'Ofnet, a Nördlingen (Baviera). Aquests pous estan ricament decorats i contenen ofrenes i eines. El fet que tots els cranis estiguin orientats cap a l'oest elimina qualsevol dubte sobre el significat d'aquest lloc. La baixa proporció de cranis masculins ha permès avançar la hipòtesi d'una massacre per una tribu rival quan els homes estaven probablement en una partida de caça.

## Cirurgia
Els actes quirúrgics són més fàcils d'estudiar, ja que els ossos conserven de vegades senyals d'aquestes operacions.

### Trepanacions
La trepanació (mot derivat del francès trépan, trepant) és una escissió mitjançant cirurgia d'un fragment d'os del crani en forma de disc, per arribar a l'interior de la cavitat cranial. Permet doncs, d'exposar la duramàter per tal de tractar afeccions relacionades amb malalties intracraneals.
Les indicacions més comunes són els traumatismes cranials, en els quals es produeix una hemorràgia interna que posa en perill el cervell i l'extirpació de tumors cerebrals. Se suposa que en l'antiguitat s'emprava la trepanació per a tractament de mals de cap i de l'epilèpsia. Els instruments usats amb més freqüència són de tall: ganivets, serres, escarpres i martells o perforadores.

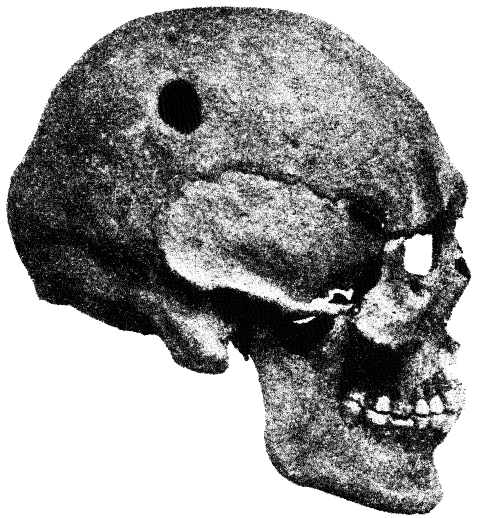
Crani trepanat, Nordisk familjebok.

Les més antigues traces de trepanació es remunten a finals del Neolític, fins i tot al Mesolític. El primer crani trepanat va ser descobert eL 1685 per Montfaucon, a Cocherel, però no va ser fins al1816 que Jean-Denis Barbié du Bocage va presentar un crani trobat a Nogent-les-Vierges «que presentava un traumatisme que havia provocat la pèrdua de part del crani, la qual cosa no va impedir al seu posseïdor de viure encara diversos anys (12 anys segons els càlculs de Frédéric Cuvier). El 1873, el doctor Barthélémy Prunières va trobar un tros de parietal en un dolmen de Losera, que probablement va ser usat com a amulet. Prunières va ser el primer a usar el terme de «trepanació», terme de seguida fixat i millor definit per Paul Broca. En 1878, Just Lucas-Championnière va ser el primer a considerar que la trepanació no s'usava simplement com un ritual, sinó més aviat era una mesura quirúrgica destinada a fer disminuir la pressió intracranial. Anàlisi ulteriors han mostrat que no tots els cranis fòssils foradats van ser necessàriament trepanats, atès que moltes afeccions (càncer, malalties infeccioses, ...) o ferides de guerra erosionades pel temps poden crear una perforació similar. Algunes proves dutes a terme per paleontòlegs, com ara Paul Broca, han demostrat que és possible realitzar una trepanació a gossos amb ajuda d'eines tallades en sílex sense matar l'animal ni danyar la duramàter. La pols d'os obtinguda es recollia possiblement per les seves propietats màgiques i com a remei. La forma regular de certes trepanacions ha permès afirmar que s'utilitzaven compassos.
Cal distingir entre dos tipus de trepanacions: les realitzades en individus vius i les fetes després de la seva mort, no solament per raons no mèdiques sinó sobretot per obtenir una «rodanxa», com la trobada per Prunières. Aquesta distinció és fàcil quan hi ha hagut el temps necessari per a un inici de cicatrització. D'una altra manera, una trepanació que comporta la mort de l'individu és difícil de distingir de la realitzada post-mortem. En general es practicaven en l'os parietal esquerre o l'occipital, i més rarament a l'os temporal o el frontal. Sovint tenen la forma d'un oval de 3 a 4 cm x 4 a 5 cm, tot i que existeixen diferents mides, i algunes trepanacions són quadrades. S'ha informat d'una trepanació tan gran com 14 cm x 11 cm, amb supervivència del pacient. La presència de sutures testimonia habilitat tècnica, ja que una ruptura del sinus venosus seria fatal. D'altra banda, sobre un crani precolombí amb cinc trepanacions, McCurdy descriu l'absència de signes d'infecció després de l'operació quatre vegades de cinc, i conclou que existien mètodes per combatre les infeccions. En la mesura que les tècniques de momificació precolombines han mostrat l'ús de bàlsam del Perú, mentol, sals, tanins, alcaloides, saponines, així com de cert nombre de resines no identificades, substàncies moltes d'elles riques en àcid cinàmic, un excel·lent antisèptic, no s'exclou que els cranis trepanats hagin estat impregnats d'aquestes substàncies per afavorir la sanació. McCurdy informa que, de 45 cranis estudiats, 26 van sobreviure a l'operació, 11 mostren signes de curació parcial, i només 8 van morir durant l'operació; aquestes xifres es tradueixen en resultats sorprenentment bons. Aquest tipus d'estudis permet també concloure que havia d'existir una important vida social, on dels febles i els ferits es feia càrrec la resta del grup.
Per quines raons l'home prehistòric realitzava trepanacions, sigui pre- o post-mortem? Pel que fa a les trepanacions post mortem, és possible que fos per una raó pràctica, per penjar el crani, com s'observa en els diak de Borneo, que practiquen un culte al crani. També és possible que el crani pogués servir de got, probablement per a un ús ritual: «beure del crani d'un enemic és la voluptuositat suprema del bàrbar", escriu Broca, d'un text de Titus Livi (Llibre XXIII, capítol xxiv). La trepanació pot també, segons Lehmann Nitsche, permetre l'extirpació del cervell per tot seguit abocar-hi una resina conservant. De fet, s'ha trobat un crani així, que es troba al museu de la Plata. Els ainus del Japó sembla que efectuaven una trepanació per curar la sífilis. Finalment, la trepanació simplement podria haver tingut per objecte recuperar un fragment de crani que serviria com a remei. Aquesta hipòtesi descansa sobre el fet que els químics del segle xix es procuraven l'«ossa wormiana», unes peces triangulars retallades d'un crani que s'usaven com a remei contra l'epilèpsia.
Pel que fa a les trepanacions fetes en viu, Le Double proposa dos tipus: les trepanacions amb fins quirúrgics i les trepanacions amb finalitats mèdiques. El primer cas fa als casos d'osteïtis i de necrosi dels ossos del crani, d'hèrnies de l'encèfal, en els casos de commmoció del crani (per treure els fragments d'ossos) i hidrocefàlia. Les trepanacions amb finalitats mèdiques abasten els casos d'epilèpsia, histèria, deliris, convulsions i bogeria, en particular sobre els nens, precisa Broca. Més encara, la trepanació permet «als mals esperits» d'escapar-se pel forat practicat. Les convulsions són un símptoma freqüent de les avitaminosis D, una afecció freqüent en el Neolític, però també en els casos d'hipertèrmia, supòsit en el qual la trepanació condueix a la desaparició dels símptomes.
Més enllà del Neolític les trepanacions són més rares, encara que es troben encara entre els gals, els francs i els merovingis així com al segle v a l'Alemanya central.
Un altre tipus d'operació quirírgica practicada al crani, més rar, és l'anomenada «marca sincipital en T». Els motius d'aquesta operació, no fatal, no es coneixen amb certesa. Es troba exclusivament en cranis de nens i de dones. Podria tractar-se d'alguna forma de càstig, d'una pràctica màgica o una iniciació, fins i tot d'una forma de tatuatge.

### Amputacions
D'operacions reeixides d'amputació se'n troben exemples des del Neolític. El braç dret d'un home de Neandertal trobat al jaciment de Shanidar fou amputat per damunt del colze. Es coneixen tres casos d'amputació a l'antic Neolític d'Europa Occidental: Sondershausen a l'est d'Alemanya (amputació de braç), Vedrovice a Moràvia (amputació de mà) i el jaciment de Buthiers-Boulancourt (Seine-et-Marne) que s'ha beneficiat de les darreres tècniques d'excavació i d'imatges mèdiques (radiologia, microtomografia) per revelar una amputació de l'avantbraç esquerre practicada fa 6900 anys a un home d'edat avançada.
Diverses representacions en imatge positiva o negativa de mans, a les quals els manquen els dits estan presents en les pintures rupestres gravetianes (sobretot en les coves de Gargas, de Pech Merle o Cosquer). Sobre el significat d'aquestes amputacions no hi ha consens, i a hores d'ara, majoria dels investigadors estan a favor d'un significat simbòlic. Les diferents imatges es van obtenir doblant un o més dits. Però cal assenyalar que es podria tractar d'una amputació de caràcter mèdic, per tractar la paroníquia o una altra infecció digital per exemple. Aquesta possibilitat de tractament mèdic és recolzada pel fet que el polze és estadísticament tan amputat com els altres dits, i que no hi cap mutilació ritual que impliqui el polze. De tota manera, la pèrdua d'aquests dits podria ser espontània, i ser deguda a la gangrena o als efectes del fred en període glacial.